# كين إيرل
كين إيرل (10 نوفمبر 1925 في المملكة المتحدة - 13 أكتوبر 1986 في المملكة المتحدة) (بالإنجليزية: Ken Earl)‏ هو لاعب كريكت بريطاني وبريطاني (وحمل سابقاً جنسية المملكة المتحدة لبريطانيا العظمى وأيرلندا). لعب مع المقاطعات الوطنية للكريكيت الإنجليزي والويلزي ‏ وNorthumberland County Cricket Club ‏.

## وصلات خارجية
- كين إيرل على موقع إي آس بي آن كريك إنفو (الإنجليزية)